# Ignace Xavier Joseph Leybach
Ignace Xavier Joseph Leybach (* 17. Juli 1817 in Gambsheim im Elsass; † 23. Mai 1891 in Toulouse) war ein französischer Komponist und Organist.
Seine musikalische Ausbildung erhielt Ignace Xavier Joseph Leybach in Straßburg, später in Paris. Seine Lehrer waren Johann Peter Pixis, Friedrich Kalkbrenner und Frédéric Chopin. 1844 wurde er Organist der Kathedrale zu Toulouse.
Leybach war ein vortrefflicher Pianist und hat eine große Zahl beliebt gewordener Salonkompositionen (z. B. Tarantella, op. 72, erschienen bei Schott, Mainz) herausgegeben, sowie eine Harmoniumschule, Konzertstücke für Harmonium, eine große Orgelschule (L'organiste pratique, 3 Bände zu 130, 120 und 100 Stücken) und einige Hefte Lieder und Motetten mit Orgel.